# Лейрия (окръг)
Вижте пояснителната страница за други значения на Лейрия.
Лейрия е един от 18-те окръга на Португалия. Площта му е 3506 квадратни километра, а населението – 455 243 души (по приблизителна оценка от декември 2019 г.). Разделен е допълнително на 16 общини, които са разделени на 148 енории.